# Charpentiera
Charpentiera es un género de  fanerógamas pertenecientes a la familia Amaranthaceae. Comprende 6 especies descritas y  aceptadas.

## Taxonomía
El género fue descrito por Charles Gaudichaud-Beaupré y publicado en Voyage autour du monde, entrepris par ordre du roi, . . . éxécuté sur les corvettes de S. M. l'Uranie et la Physicienne, pendant les années 1817, 1818, 1819 et 1820; . . . Botanique 444. 1826. La especie tipo es:  Charpentiera obovata Gaudich.

## Especies aceptadas
A continuación se brinda un listado de las especies del género Charpentiera aceptadas hasta septiembre de 2012, ordenadas alfabéticamente. Para cada una se indica el nombre binomial seguido del autor, abreviado según las convenciones y usos. 
- Charpentiera australis Sohmer
- Charpentiera densiflora Sohmer
- Charpentiera elliptica (Hillebr.) A.Heller
- Charpentiera obovata Gaudich.
- Charpentiera ovata Gaudich.
- Charpentiera tomentosa Sohmer